# Моносзон, Эле Исаевич
Эле Исаевич Моносзон (1908―1987) ― советский педагог, академик АПН РСФСР (1965), академик АПН СССР (1968), доктор педагогических наук, профессор. Известен как исследователь сознательной дисциплины школьников.

## Биография
Родился 19 июня 1908 года в городе Ветлуга Костромской губернии.
В 1929 году окончил общественно-экономическое отделение Вятского педагогического института, после этого работал учителем истории и обществоведения в школе, был инспектором Вятского губернского отдела народного образования.
В 1934 году  назначен директором НИИ политехнической школы в городе Горьком. С 1937 года работает в Москве, где в Народном комиссариате просвещения РСФСР трудился инспектором-методистом, начальником отдела, учёным-секретарём НИИ школ.
В июле 1942 года мобилизован в Красную Армию. Прошёл месячную подготовку в учебном батальоне, после которого направлен в Ленинградское военно-политическое училище имени Энгельса, эвакуированного в город Шуя Ивановской области, в мае 1943 года завершил учёбу, затем до мая 1945 года воевал в составе артиллерийской дивизии. Был награждён тремя боевыми орденами. 
В 1945 году был демобилизован, вернувшись в Москву, работал в системе Академии педагогических наук. В 1946 году защитил кандидатскую диссертацию. 
С 1955 по 1965 год работал заместителем директора НИИ СИМО.
В 1965 году избран академиком АПН РСФСР, в 1967—1968 годах — академик-секретарь Отделения дидактики и частных методик. В 1968 году стал академиком АПН СССР. В том же году защитил докторскую диссертацию. В 1979 году избран профессором.
Умер 27 февраля 1987 года в Москве, похоронен на Кунцевском кладбище(участок 10).

## Научная деятельность
Исследовал теорию и методику воспитания. Работал над проблемами воспитания сознательной дисциплины школьников, формирования мировоззрения школьников на основе развития их инициативности, реализации принципа единства сознания и деятельности. Указывал на субъектный характер позиции ребёнка в процессе воспитания. Органично связывал достижения педагогической науки с практикой обучения и воспитания. Занимался популяризацией педагогических знаний, изучением и обобщением передового опыта в сфере образования. Разработал методику проведения педагогических экспедиций для анализа уровня знаний учащихся и качества работы учителей. Занимался историей педагогики 1920-х годов.

## Награды
- Орден Красной Звезды
- Два ордена Отечественной войны I-й и II-й степени
- Орден Октябрьской революции
- Орден Трудового Красного Знамени
- Орден «Знак Почёта»[1]
- Премия имени Н. К. Крупской

## Сочинения
- Содержание образования в советской школе. М., 1944
- Основы педагогических знаний. М., 1986
- Становление и развитие советской педагогики. 1917–1987. М., 1987